# Passion Pit
Passion Pit is een band uit Cambridge, Massachusetts. De band werd in 2006 opgericht door singer-songwriter Michael Angelakos. Ian Hultquist, Ayad Al Adhamy, Jeff Apruzzese en Nate Donmoyer maken tijdens live-optredens ook deel uit van de band.

## Geschiedenis
In 2006 begint Michael Angelakos met het maken van elektronische muziek op zijn computer, onder de naam Passion Pit. In eerste instantie treedt hij solo op, door mee te zingen met muziek die hij via een laptop afspeelt. Na een paar optredens bieden Ian Hultquist en Adam Todd Lavinsky zich aan, om hem live bij te staan. Sindsdien is Passion Pit live een band, de nummers worden nog steeds alleen gemaakt en geschreven door Angelakos.
In maart 2008 maakt Angelakos zijn eerste EP, genaamd Chunk Of Change. Dit is officieel een verlaat valentijnscadeau voor Angelakos toenmalige vriendin. Zij haalt hem over om meerder kopieën te maken en deze te verspreiden onder vrienden en studenten.
In maart 2008 wonnen ze ook de Boston Best Music Poll 2008 in de categorie "best new act". Hier door krijgen ze veel aandacht. Niet veel later krijgt Passion Pit een platencontract bij Frenchkiss Records. Op dit label wordt de EP Chunk Of Change opnieuw uitgebracht, plus twee nieuwe nummers "Better Things" en "Sleepyhead". Het nummer "Sleepyhead", dat samples bevat van het nummer "Oro Mo Bhaidin" van de Ierse Harpiste Mary O'Hara, wordt zeer goed ontvangen in het alternatieve circuit.
Op 18 mei 2009 is het debuutalbum Manners uitgebracht. Passion Pit was in 2009 live te bewonderen op Londen Calling in het Amsterdamse Paradiso.

## Leden
- Michael Angelakos, zang en keyboard
- Ian Hultquist, keyboard en gitaar
- Ayad Al Adhamy, keyboard en synthesizer
- Jeff Apruzzese, basgitaar
- Nate Donmoyer, drums[2]

## Discografie

### Albums
| Album met eventuele hitnotering(en) in de Nederlandse Album Top 100 | Datum van verschijnen | Datum van binnenkomst | Hoogste positie | Aantal weken | Opmerkingen |
| ------------------------------------------------------------------- | --------------------- | --------------------- | --------------- | ------------ | ----------- |
| Chunk of change                                                     | 16-09-2008            | -                     |                 |              | ep          |
| Manners                                                             | 19-05-2009            | -                     |                 |              |             |
| Gossamer                                                            | 24-07-2012            | -                     |                 |              |             |
| Kindred                                                             | 21-04-2015            | -                     |                 |              |             |
| Tremendous Sea of Love                                              | 28-07-2017            | -                     |                 |              |             |

| Album met hitnotering(en) in de Vlaamse Ultratop 200 albums | Datum van verschijnen | Datum van binnenkomst | Hoogste positie | Aantal weken | Opmerkingen |
| ----------------------------------------------------------- | --------------------- | --------------------- | --------------- | ------------ | ----------- |
| Gossamer                                                    | 2012                  | 18-08-2012            | 149             | 1*           |             |

### Singles
| Single met hitnotering(en) in de Vlaamse Ultratop 50 | Datum van verschijnen | Datum van binnenkomst | Hoogste positie | Aantal weken | Opmerkingen |
| ---------------------------------------------------- | --------------------- | --------------------- | --------------- | ------------ | ----------- |
| Take a walk                                          | 28-05-2012            | 16-06-2012            | tip72*          |              |             |
| Constant conversations                               | 2012                  | 10-11-2012            | tip97*          |              |             |